# Holzbalge
Holzbalge ist ein Ortsteil der Gemeinde Balge im Landkreis Nienburg/Weser in Niedersachsen.

## Geografie
Der Ort liegt westlich der Weser südwestlich des Kernortes Balge. Am östlichen Ortsrand verläuft die Landesstraße L 351, am westlichen Ortsrand liegt der Flugplatz Nienburg-Holzbalge.

## Bauwerke
Siehe auch Liste der Baudenkmale in Balge
- Hofanlage Zum Lohberg 3, 7, 9 aus der zweiten Hälfte des 19. Jahrhunderts
- Speicher Im Dorfe 11 von 1711 in Fachwerk